# Joppa hypoxantha
Joppa hypoxantha är en stekelart som först beskrevs av Joseph Kriechbaumer 1898.  Joppa hypoxantha ingår i släktet Joppa och familjen brokparasitsteklar. Inga underarter finns listade i Catalogue of Life.